# Marmorino
Marmorino Veneziano je vrsta ometa ali štukature. Temelji na kalcijevem oksidu in se uporablja za notranjo in zunanjo dekoracijo sten. Marmorino omet je mogoče obdelati z več tehnikami za različne mat, satenaste in sijajne končne učinke. Uporabljali so ga že v rimskih časih, vendar je bil ponovno priljubljen v času renesanse pred 500 leti v Benetkah.
Marmorino je izdelan iz zdrobljenega marmorja in apnenega kita, ki ga je mogoče obarvati v širok spekter barv. To se lahko nato uporabi za izdelavo številne teksture, od poliranega marmorja do učinkov naravnega kamna. Široko uporabljen je bil v Italiji, njegova privlačnost se je razširila predvsem po Severni Ameriki, zdaj pa po vsem svetu. Zaradi ur izdelave ga cene uvrščajo na trg višjega cenovnega razreda. Vendar pa je veliko primerov mogoče videti v javnih stavbah, barih, restavracijah itd.
Zaradi svojih hidroizolacijskih in antibakterijskih lastnosti ter vizualnih učinkov je bil tudi zelo zaželen za luksuzne kopalnice, spalnice za medene tedne in druge mokre prostore. Ni omejen na uporabo v notranjosti, je zelo učinkovit na zunanjosti številnih stavb.

## Zgodovina
Marmorino omet je znan kot klasičen beneški omet; vendar je njegov izvor veliko starejši, sega v starorimsko obdobje. Danes lahko vidimo dokaze o tem v vilah v Pompejih in v različnih starorimskih stavbah. Poleg tega je o njem pisalo tudi v Vitruvijevi De architectura, 1. stoletje pr. n. št.. Marmorino so ponovno odkrili stoletja pozneje, v 15. stoletju, po odkritju Vitruvijevega starodavnega traktata. Ta 'novi' omet je dobro ustrezal estetskim zahtevam, ki jih je narekoval klasični ideal, ki je v 15. stoletju postal moden na območju Beneške lagune.
Prvi zapis o delu z marmorinom je gradbena pogodba z nunami Santa Chiara iz Murana iz leta 1473. V tem dokumentu je zapisano, da je bilo treba pred nanosom marmorina zid pripraviti z malto iz limete in coccio pesto (mleta terakota). Ta coccio pesto so izkopali iz jalovine opeke ali reciklirali iz starih strešnikov.
Na tej točki, da bi bolje razumeli priljubljenost marmorina v beneškem življenju, je treba upoštevati dve dejstvi. Prvo je, da je bil v mestu, ki stoji nad vodo, transport peska za izdelavo ometa in odlaganje jalovine velik problem. Tako je bila uporaba marmorina uspešna ne le zato, ker je bil substrat pripravljen z ostanki terakote, ampak je bil tudi zaključek, marmorino, narejen z ostanki kamna in marmorja, ki jih je bilo takrat v izobilju. Ti zmleti odpadki so bili pomešani z apnom, da je nastal marmorino.
Poleg tega so marmorino in podlage iz coccio pesta bolj odporne na vlago v laguni kot skoraj kateri koli drug omet. Prvi zato, ker je zaradi vrste uporabljenega apna izjemno zračen (samo apno, ki se strdi na zraku po izgubi odvečne vode) in drugi, ker vsebuje terakoto, ki ob dodajanju apnu naredi mešanico hidravlično, tj. učinkovit je tudi v zelo vlažnih razmerah (ker vsebuje silicijev dioksid in aluminij, osnove sodobnega cementa in hidravlične apnene pripravke). Drugi premislek je, da bi lahko estetsko prijeten rezultat dosegli v dobi, v kateri je prevladovala vrnitev klasičnega grško-rimskega sloga, ki omogoča manjšo težo, ki se prenaša na temelje v primerjavi z navado pokrivanja fasad s kamnitimi ploščami.
Običajno je bil marmorino bel, da bi posnemali istrski kamen, ki je bil najpogosteje uporabljen v beneški gradnji, občasno pa je bil okrašen s freskami za posnemanje marmorja, ki so ga beneški trgovci prinesli domov s svojih potovanj na Orient. (V tem obdobju Beneške republike so se trgovci počutili dolžne vrniti domov z dragocenim, eksotičnim marmorjem kot poklon lepoti lastnega mesta.)
Marmorino je ohranil svoj prestiž stoletja do konca 1800-ih, ko je zanimanje zanj zbledelo in je veljal le za ekonomično rešitev namesto uporabe marmorja. Šele konec 1970-ih, deloma zahvaljujoč uporabi marmorina, ki ga je uporabil arhitekt Carlo Scarpa, se je za to zaključno tehniko vrnilo zanimanje najboljših sodobnih arhitektov.
Približno 10 let so se industrije zanimale tudi za marmorino, ki so ga izdelovali le obrtniki. Danes pa je mogoče najti marmorino, ki je pripravljen za uporabo, pogosto z dodanim lepilom, da ga lahko nanesemo na netradicionalne površine, kot so suhomontažne plošče ali lesene obloge. Prodaja se pod različnimi imeni (izbor): Stucco veneto, Calce rasata, Stucco veneziano, Grassello di calce, Stucco antico, Stucco lustro, Marmo antico in Spatula, pri čemer se izrazi, kot je "Stucco lustro", dejansko nanašajo na tehnologijo in ne na material.